# Acanthonitis bouyeri
Acanthonitis bouyeri là một loài bọ cánh cứng trong họ Bọ hung (Scarabaeidae).